# 摩羯宮
摩羯宮，又稱魔羯宮、山羊宮，是占星術黃道十二宮之第十宮，源於摩羯座的星座圖。它跨越黃道帶天體的經度之間的270°和300°，指的是出生日期為冬至後至大寒前，約為每年12/22~1/19；對應的星座是摩羯座。摩羯宫認為是性格內向的象徵，屬於四大星象中的土象星座，摩羯宮的守護星是土星。此外，摩羯宮的附庸星（也門占星學）為火星，代表火星的表面。
在熱帶星座中，屬於從每年12月22日到翌年1月19日的太陽過渡區。在恆星占星術中，太陽大約在1月15日到2月14日在摩羯座過渡。而在密宗占星學中摩羯宮的神秘守護星為土星（在西方占星術中屬於入廟），層次守護星為金星。

## 傳說
該星座通常被描述為山羊的頭魚的尾巴。一個神話說，當山羊神潘受到龍捲風的襲擊時，他跳入尼羅河，水面之上的部分仍是山羊，水下的部分變成了魚。
摩羯座有時被描述為海山羊，有時是地面山羊。這樣做的原因是未知的，但海山羊的形象要追溯到巴比倫時代。此外，蘇美爾人的神恩基的符號包括一只山羊和一條魚，後來合並成一個單一的野獸，被卻認為黃道星座的摩羯座。

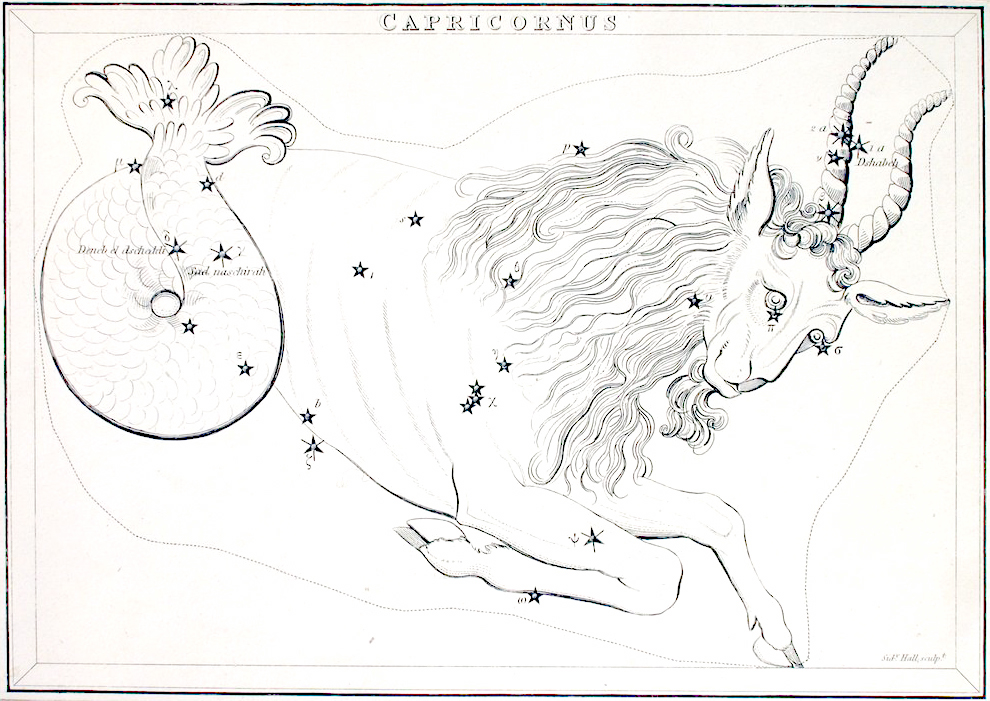
Early 1800 rendition of Capricornus as a sea-goat.

羊頭魚尾符號代表巴比倫最偉大的建築低溫潮濕的兩個情况；山羊的兩個角是兩個鎮的象徵，尼尼微和巴比倫，前者建立在底格里斯河，後者建立在幼發拉底河，但都代表同一主權。
另一方面，摩羯座有時被認為是木衛五。

## 符號及象徵

摩羯座的天文符號

摩羯座的天文符號為♑，左半邊同白羊座，代表羊頭，但是山羊，源於希臘神話之潘；右半邊是魚尾。守護星為土星，擢升守護星為火星（與也門占星學的附庸星相同）。另外摩羯座亦代表人的膝蓋及老年。代表色為黑色。關鍵語為I use。為土象基本宮。
摩羯座是陰性、屬土的主導星座，意象為由泥土烘焙而成的磚頭。

### 符號編碼
摩羯宮符號編碼記載於雜項符號。
- U+2651 ♑ CAPRICORN